# Paruroctonus silvestrii
Espèce
Synonymes
- Vaejovis silvestrii Borelli, 1909

Paruroctonus silvestrii est une espèce de scorpions de la famille des Vaejovidae.

## Distribution
Cette espèce se rencontre aux États-Unis dans le Sud de la Californie et au Mexique en Basse-Californie.

## Description

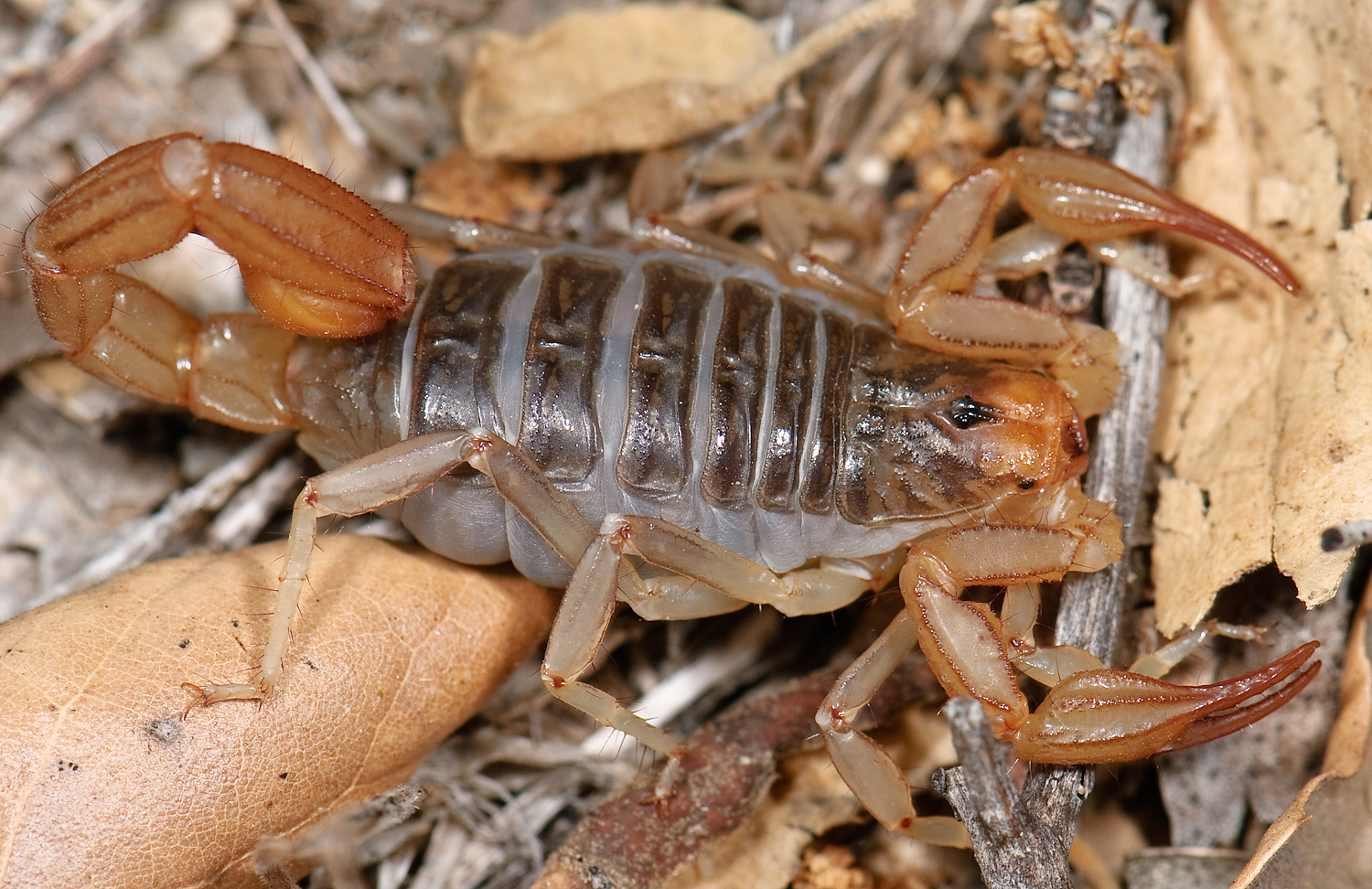
Paruroctonus silvestrii

La femelle holotype mesure 33,5 mm.
Le mâle décrit par Gertsch et Soleglad en 1966 mesure 39,1 mm et la femelle 41,7 mm.

## Systématique et taxinomie
Cette espèce a été décrite sous le protonyme Vaejovis silvestrii par Borelli en 1909. Elle est placée dans le genre Paruroctonus par Williams en 1972.

## Étymologie
Cette espèce est nommée en l'honneur de Filippo Silvestri.

## Publication originale
- Borelli, 1909 : « Scorpioni raccolti dal Prof. F. Silvestri nell'America settentrionale e alle isole Hawai. » Bollettino del Laboratorio di Zoologia Generale e Agraria della Reale Scuola Superiore d'Agricoltura in Portici, vol. 3, p. 222-227 (texte intégral).